# 2,3,4,4-tetrametilhexano
El 2,3,4,4-tetrametilhexano es un alcano de cadena ramificada con fórmula molecular C10H22.